# Antandros

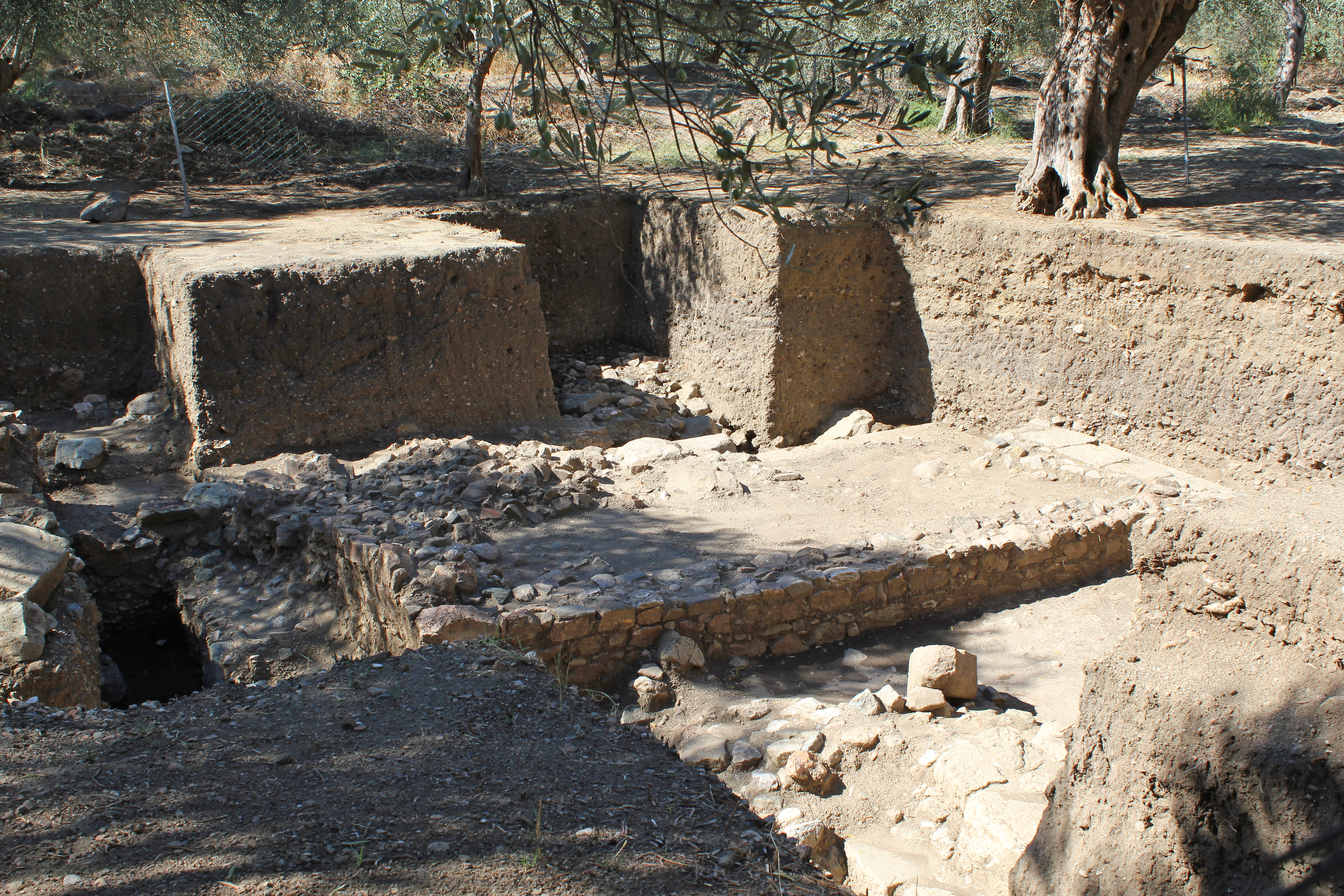
Fouille à Antandros

Antandros est une cité antique de Mysie, au pied de l'Ida et au fond du golfe d’Adramyttion. C'est aujourd’hui la ville d’Avcilar, près d’Edremit.
Dans la mythologie grecque, c'est près d'Antandros que Pâris prononça son jugement entre les trois déesses. Selon Virgile, c'est du port d'Antandros que partit Énée après le sac de Troie. Dans Recherches sur les plantes, au Livre II, Théophraste revient sur la myrte et le laurier, dont une variété est noire, à différencier de la rouge.